# Becket (obra de teatro)

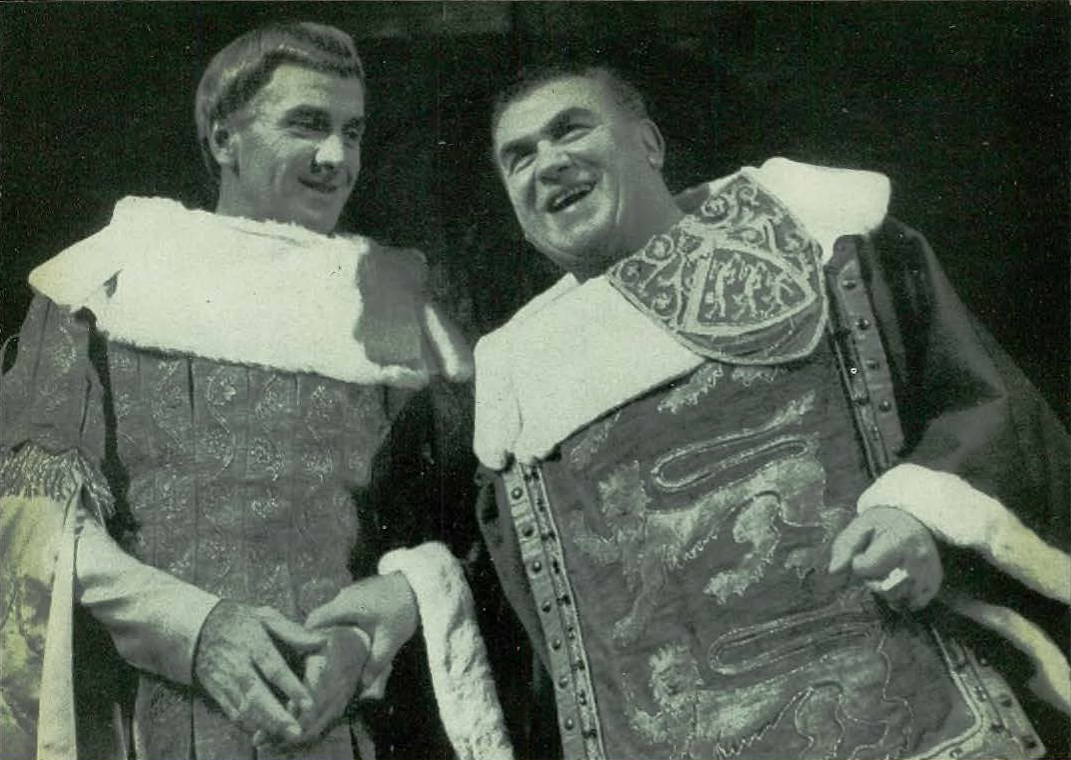
Tomás Becket y el rey Enrique II
(Massimo Girotti y Gino Cervi)
en el primer montaje italiano, en 1960,
con dirección de Mario Ferrero

Becket o el honor de Dios (Becket ou l'honneur de Dieu, en su lengua original) es una obra de teatro escrita en francés por Jean Anouilh. Se trata de una representación del conflicto entre Tomás Becket y el rey Enrique II de Inglaterra que conduce al asesinato de Becket en 1170. Contiene muchas inexactitudes históricas, que el autor ha reconocido.

## Antecedentes
La interpretación de Anouilh del relato histórico, aunque a menudo irónica, es más sencilla que el drama histórico de T. S. Eliot sobre el mismo tema, Asesinato en la catedral, que fue concebido principalmente bajo un tratamiento religioso. Sin embargo, hay algunas similitudes en la interpretación del personaje.

## Sinopsis
La obra recrea los conflictos entre el rey Enrique II y Tomás Becket desde una inicial amistad (o algo más) y cómo este último (el mejor amigo de Enrique) pasa desde el poder político profano al poder religioso y sagrado convirtiéndose en enemigo del rey. 
Becket, tras ser nombrado arzobispo de Canterbury, se transforma en un asceta que hace todo lo posible para preservar los derechos de la Iglesia contra el poder del rey. En última instancia, Becket es asesinado por algunos nobles partidarios del rey en la catedral de Canterbury el 29 de diciembre de 1170.

## Personajes
Los personajes principales son el rey Enrique II de Inglaterra, Tomás Becket, el Arzobispo, los Obispos de Londres, Oxford y York, los Príncipes de Inglaterra, el Rey de Francia, un monje, barones ingleses y franceses, el Papa, el Cardenal, la Reina, la Reina madre y Gwendoline.

## Representaciones destacadas
La obra fue estrenada en el Teatro Montparnasse-Gaston Baty de París el 8 de octubre de 1959. La puesta en escena la realizó el propio autor al alimón con Roland Piétri, con decorados y vestuario de Jean-Denis Malclès. Los papeles principales fueron interpretados por Daniel Ivernel (rey) y Bruno Crémer (Becket). Se suprimió una escena de diálogo entre Becket y un monje.
La producción original de Broadway se estrenó el 5 de octubre de 1960 en la San James Theatre en una producción de David Merrick, dirigida por Peter Glenville y protagonizada por Laurence Olivier como Tomás Becket y Anthony Quinn como el rey Enrique II. La producción fue nominada para cinco Premios Tony y ganó cuatro, incluyendo el de mejor obra. Con posterioridad Arthur Kennedy sustituyó a Quinn.
En Londres la producción se estrenó en el Aldwych Theatre el 11 de julio de 1961, dirigida por Peter Hall de la Royal Shakespeare Company. Eric Porter interpretó a Becket y Christopher Plummer al Rey, con Gwen Frangcon-Davies, Peter Jeffrey, Diana Rigg, Ian Holm y Roy Dotrice en el reparto.
En Madrid la obra se estrenó en el Teatro Español, el 17 de febrero de 1962 con dirección de José Tamayo e interpretación de Francisco Rabal (Enrique II), Fernando Rey (Beckett), Antonio Gandía, Gregorio Díaz Valero, José Codoñer, José Guijarro, María Saavedra, Manuel Tejela, Antonio Soto, Ricardo Merino, Ramón Centenero, Santiago Barés, Tomás Simón, Rafael Guerrero, María Antonieta Hernández, Manuel González, Luis Alberto Piay, Pilar Bienert, María Isabel Pallarés, Juan Antonio Lominchar, Francisco Carrasco, Luis Arija, Francisco Guijar, José Santoncha, José Martín, José Sepúlveda, Juan de Amézaga y Juan Ocaña.
En México, se estrenó el 25 de febrero de 1961, en el teatro Xola de la Ciudad de México, con José Gálvez como el rey, y Sergio de Bustamante como Becket, dirigidos por Ignacio Retes.

## Adaptación cinematográfica
En 1964 la obra fue adaptada al cine en una producción del mismo título, protagonizada por Peter O'Toole y Richard Burton con John Gielgud, Donald Wolfit y Martita Hunt.